# Justizvollzugsanstalt Frankfurt am Main IV
Die Justizvollzugsanstalt Frankfurt am Main IV (JVA IV) ist eine Vollzugsanstalt des Landes Hessen, in der Freiheitsstrafen an erwachsenen männlichen Gefangenen vollzogen werden. Die Anstalt befindet sich in Frankfurt am Main im nördlichen Stadtteil Preungesheim. Neben einer Abteilung des offenen Strafvollzuges mit 157 Haftplätzen umfasst die Anstalt zwei Abteilungen des geschlossenen Vollzuges. Mit Inkrafttreten des Hessischen Strafvollzugsgesetzes (HStVollzG) zum 1. November 2011 wurde in der Justizvollzugsanstalt Frankfurt am Main IV eine Abteilung des Entlassungsvollzuges eingerichtet.

## Geschichte
Die Justizvollzugsanstalt Frankfurt am Main IV wurde am 23. November 1959 eröffnet. Zuvor war seit 1948 in der Frankfurter Innenstadt die Vorgängeranstalt Rudolfschule als erste offene Strafvollzugsanstalt in Hessen betrieben worden. Der Beiname Gustav-Radbruch-Haus wurde der Anstalt zu Ehren des Juristen Gustav Radbruch verliehen, der in der Zeit von 1921 bis 1923 Reichsjustizminister war und sich als Rechtspolitiker und Gelehrter für einen humanen Strafvollzug einsetzte.
Mit Eröffnung der Untersuchungshaftanstalt Frankfurt am Main I im Jahre 1973 wurde das Gustav-Radbruch-Haus Zweiganstalt der Untersuchungshaft. Erst Ende der 80er Jahre wurde die JVA Frankfurt am Main IV wieder selbstständig.
Die ursprünglich mit nur geringer Außensicherung betriebene Justizvollzugsanstalt veränderte ab 1999 ihren Charakter. Vorangegangen war eine politische Debatte um die hohe Zahl der Häftlingsausbrüche in Hessen, die Thema das Wahlkampfes zur Landtagswahl in Hessen 1999 war. Aufgrund der gestiegenen Anforderungen hinsichtlich der sicheren Unterbringung der Gefangenen nahmen die Gefangenenzahlen im offenen Vollzug ab. In der Folge wurden zwei baulich vom offenen Vollzug getrennte Häuser des geschlossenen Vollzuges eingerichtet, die sich insbesondere durch das Konzept der offenen Haftraumtüren auszeichnen.

## Behandlung
Gemäß den Vorgaben des Hessischen Strafvollzugsgesetzes (HStVollzG) werden den Gefangenen in der Justizvollzugsanstalt Frankfurt am Main IV Behandlungsangebote gemacht. So werden im geschlossenen Vollzug schulische Grundbildungsmaßnahmen in Form von Deutsch- und Mathematikkursen sowie Alphabetisierungskursen angeboten. Darüber hinaus besteht für Gefangene des geschlossenen Vollzuges die Möglichkeit, an Computerkursen teilzunehmen und den Europäischen Computerpass Xpert mit Abschlusszertifikat zu erlangen.
Im offenen Vollzug ist die Behandlung der Gefangenen darauf ausgerichtet, Bildungsangebote und berufliche Integration im Rahmen des Freiganges umzusetzen. Dies setzt die Eignung der Gefangenen für die Gewährung vollzugsöffnender Maßnahmen voraus.
Aufgrund der im Vollstreckungsplan des Landes Hessen geregelten Zuständigkeit der Justizvollzugsanstalt Frankfurt am Main IV für die Vollstreckung von Freiheitsstrafen an Verkehrsstraftätern werden sowohl im geschlossenen als auch im offenen Vollzug Verkehrsseminare angeboten, in denen sich die Gefangenen mit den Konsequenzen von Verkehrsdelikten auseinandersetzen und Voraussetzungen für die Wiedererlangung der Fahrerlaubnis erarbeiten.
Die Justizvollzugsanstalt Frankfurt am Main IV arbeitet mit externen Suchtberatungsstellen, Einrichtungen der Freien Straffälligenhilfe und externen Psychotherapeuten zusammen.

## Beschäftigung
Gemäß den Vorgaben des Hessischen Strafvollzugsgesetzes zur Arbeitspflicht der Gefangenen unterhält die Justizvollzugsanstalt Frankfurt am Main IV zwei Unternehmerbetriebe für Gefangene des geschlossenen Vollzuges sowie Hilfsbetriebe (Kammer, Küche, Hauswerkstätten) mit Arbeitsmöglichkeiten für Gefangene des offenen Vollzuges.
Für Gefangene des geschlossenen Vollzuges stehen ergänzend fünf Arbeitsplätze in der Gärtnerei zur Verfügung. Hier werden neben Gartenarbeiten kleine Bastelarbeiten ausgeführt.

## Theaterprojekt
Seit Oktober 2008 kooperiert die Justizvollzugsanstalt Frankfurt am Main IV mit der Fachhochschule Frankfurt am Main. Unter der Leitung der Schauspielerin und Sozialpädagogin Maja Wolff führen Studenten der Fachhochschule Frankfurt gemeinsam mit Gefangenen ein Theaterprojekt durch. Im Jahr 2009 wurde erstmals das Stück Jason und Medea aufgeführt, dem im Jahre 2010 eine Aufführung des Stückes Die Zauberflöte als Musiktheaterinszenierung folgte.